# Фурухьельм
Фурухьельм (русифицированная форма Фуругельм, швед. Furuhjelm) — финляндский дворянский род шведского происхождения.
В XVII веке представитель рода Nauclér Юхан Харальд был бургомистром Выборга. Его внук Энок получил дворянство в 1762 году, когда приобрёл усадьбу Хонколу и сменил фамилию на Фуругельм. Род Furuhjelm внесён в матрикул Рыцарского дома Швеции под № 2051 в 1776 году и в матрикул Рыцарского дома Великого княжества Финляндского под № 146 в 1818 году. Известные представители:
- Оттон Васильевич Фуругельм (1819—1883) — российский генерал
- Иван Васильевич Фуругельм (1821—1909) — российский адмирал, правитель Русской Америки
- Гаральд Васильевич Фуругельм (1830—1871) — российский военный моряк
- Рагнар Фурухьельм (1879—1944) — финский астроном и политик
- Эрик Фурухьельм (1883—1964) — финский композитор и музыкальный педагог